# Kråkbergskärret
Kråkbergskärret este o arie protejată (arie specială de conservare — SAC, sit de importanță comunitară — SCI) din Suedia întinsă pe o suprafață de 20,9 ha, integral pe uscat.

## Localizare
Centrul sitului Kråkbergskärret este situat la coordonatele 60°56′41″N 14°15′07″E / 60.9447°N 14.252°E.

## Înființare
Situl Kråkbergskärret a fost declarat sit de importanță comunitară în mai 2001 pentru a proteja 1 specie de plante. Situl a fost protejat și ca arie specială de conservare în martie 2011.

## Biodiversitate
Situată în ecoregiunea boreală, aria protejată conține 4 habitate naturale: Mlaștini împădurite, Păduri caducifoliate de mlaștină fino-scandinave, Mlaștini turboase de tranziție și turbării mișcătoare, Taiga vestică.
La baza desemnării sitului se află o specie protejată de  plante: Herzogiella turfacea.